# ヨハン・バカヨコ
サン＝シル・ヨハン・バカヨコ（Saint-Cyr Johan Bakayoko、2003年4月20日 - ）は、ベルギー・オーファーアイセ出身のサッカー選手。ブンデスリーガ・RBライプツィヒ所属。ベルギー代表。ポジションはフォワード。

## クラブ経歴
育成年代ではベルギー国内のクラブを転々とし、2019年7月、隣国オランダのPSVアイントホーフェンに加入した。加入1シーズン目はU-21チームで経験を積み、2020年11月6日、リザーブチームにあたるヨングPSVにて、FCデン・ボスとのリーグ戦でプロデビューを果たした。2021-22シーズンには、ヨングPSVでリーグ戦32試合17得点という成績を記録し、エールステ・ディヴィジのシーズン最優秀若手選手に選出された。
2022年8月6日、2022-23シーズンのエールディヴィジ開幕戦であるFCエメンで先発出場し、シャビ・シモンズのアシストからトップチームでの初得点を記録して4-1での勝利に貢献した。
2025年7月16日、RBライプツィヒに5年契約で移籍した。

## 代表経歴
2018年からベルギーの世代別代表に招集されており、2023年3月21日、負傷したジェレミー・ドクの代役としてベルギー代表から初招集を受けた。そして3月24日、UEFA EURO 2024予選のスウェーデン代表戦にて代表デビューを果たし、ロメル・ルカクの得点をアシストした。

## タイトル
PSV
- エールディヴィジ: 2023-24, 2024-25
- KNVBカップ: 2022-23
- ヨハン・クライフ・スハール: 2022, 2023